# Neoharriotta carri
Neoharriotta carri är en broskfiskart som beskrevs av Bullis och Carpenter 1966. Neoharriotta carri ingår i släktet Neoharriotta och familjen Rhinochimaeridae. IUCN kategoriserar arten globalt som otillräckligt studerad. Inga underarter finns listade i Catalogue of Life.
Arten förekommer i södra Karibiska havet nära Colombia och Venezuela. Den vistas vanligen i regioner som ligger 240 till 600 meter under havsytan.
Den bekräftade maximallängden (med stjärtfenans utskott) är 80 cm. Troligen kan Neoharriotta carri bli 10 till 15 cm längre.